# 건캐논

## 배경 설명
일 년 전쟁시 V작전의 발동과 함께 개발된 연방제 모빌 슈트 계획 중 중거리지원형 기체로 개발되었다.
건탱크의 경우 본래 차기주력전차계획의 파생형으로 모빌 슈트라기보다는 전차에 가까운 기체였고, 이후 기동성 문제를 해결하기 위해 연방군 독자로 개발한 RXM-1과 노획한 지온공국군의 자쿠의 실전데이터를 반영하여 본격적인 2족보행형 모빌 슈트 개발을 시작하였다. 기체 전체에 두꺼운 장갑을 입혀 기동성이 떨어졌으며, 강제냉각자켓을 채용한 240mm포를 탑재하고 접근전을 대비하여 60mm 발칸을 머리 부분에 장비하였다. 건담에 탑재된 것보다도 강력한 빔라이플과 대구경포를 이용하여 중거리 지원목적으로 활용되었으며, 이 아이디어는 많은 바리에이션으로 이어지게 된다. (이후 연방의 신 모빌 슈트 개념인 포뮬러계획에도 이 개념이 적용된다.)
최초 제작된 기체 중 3기가 사이드 7에서 테스트 중 지온공국군의 습격을 받아 2기가 파괴되고 남은 1기가 화이트베이스 대에서 운용되었다.

RX-77 건캐넌 U.C. 0079 ~ 0086
RX-77 GUNCANNON

일 년 전쟁 때 연방군의 V작전에 의해 개발된 건담, 건탱크와 같은 RX 시리즈 기체로, 백병전용 모빌 슈트 건담, 원거리 지원용 모빌 슈트 건탱크와의 공동 운용을 전제로 개발된 중거리 지원용 모빌 슈트다. 건탱크 역시 위 RX시리즈와 동일한 구조의 코어 블록 시스템을 채용했다. 지구 연방군이 최초로 개발한 모빌 슈트 건탱크는 차세대 주력 전차(MBT)로 개발되고 있던 RTX-44를 급히 설계 변경한 기체였기 때문에 완벽한 인간형이 아니었을 뿐만 아니라 모빌 슈트로서도 기동력이 낮아 여러 가지 문제점이 지적되었다. 이 때문에 두 번째 RX 기체의 개발에는 건탱크에서 실현하지 못했던 2족 보행 유닛의 도입이 적극적으로 추진되었다. 당시 지구 연방군에서는 2족 보행형 시작 로봇 [RXM-1]을 개발해서 각종 실험을 실시하고 있었기 때문에 검증된 데이터를 참고로 삼을 수 있었던 것 외에도 노획한 자쿠의 데이터를 반영하여 생각보다 이른 시기에 안정성 높은 2족 보행 시스템을 구축할 수 있었다. 초기 시작형인 RX-77-1을 시작으로, 자부로에서 총 6기가 제작되었으며, 그중 3기는 사이드 7에서 테스트를 하던 중에 지온 공국군의 습격을 받아 2기가 파괴되고, 남은 1기는 화이트 베이스에서 운용되었다.
RX 시리즈의 운용 구상에서는 백병전용인 건담, 장거리 지원용인 건탱크와 제휴해서 중거리 원호 포격이나 저격을 실시하는 지원용 기체였기 때문에 양어깨에는 240mm 저반동 캐넌을 장비하고, 빔 라이플을 휴대하게 되었다. 또, 운용 구상을 통해 일부러 실드를 장비시키지 않고, 대신에 장갑을 두껍게 하여 방어력을 향상시켰다. 근접 전투용 장비는 머리 부분의 60mm 벌컨포 2문 뿐이며, 빔 사베르 등의 강력한 근접전용 병기는 장비하지 않았다. 다리 부분에는 핸드 그레네이드를 장비할 수 있는 전용 락이 설치되어 있다. 건캐넌의 머리 부분은 듀얼 센서를 가진 건담과 달리 고글 형태이며, 기체 제어와 화기 관제를 동시에 수행해야 하는 파일럿의 수고를 덜어주기 위해 각종 센서 기기나 코어 프로세서 프레임이 내장되어 있다. 다만, 내장된 디바이스들은 시간이 지남에 따라 사양 변경이 종종 이루어졌다. 시야각이 상대적으로 넓은 건캐넌의 고글형 센서는 가격 대비 성능과 효율성이 높게 인정되어 양산기인 짐의 센서로 채용되었다.
건캐넌의 가장 특징적인 무장이라 할 수 있는 양어깨의 240mm 저반동 캐넌은 건탱크의 저반동 캐넌에 비해 포신이 짧고 구경이 2배로 커졌다. 그 때문에 유효 사정 거리가 짧아지긴 했지만, 이러한 단점은 기동력으로 충분히 보충할 수 있다고 판단했다. 포신에는 수냉식 강제 냉각 자켓을 탑재했기 때문에 연사가 가능하고, 장약을 사용하는 실탄 발사는 신뢰성이 높아서 실전에서도 매우 강력한 위력을 발휘했다. 중력이 존재하는 지상에서는 지면에 바짝 엎드려 대항 면적을 작게 한 후 피탄율을 낮추고, 사격 시 기체의 반동을 줄이는 자세 등이 여러 번 사용되었다. 240mm 저반동 캐넌이 장착되어 있는 어깨의 하드 포인트는 공통 규격화되어 있어서 전황에 따라 여러 가지 옵션 무장으로 교체할 수가 있다. 그중 하나인 스프레이 미사일 란처는 근접 전투용으로 개발되었지만, 미노프스키 입자 살포 하에서는 명중 정밀도가 낮아서 실전에 거의 사용되지 못했다. 휴대 화기로 장비하는 XBR-M79-a 빔 라이플은 본래 보와社에서 개발 중이던 양산형 빔 라이플이었지만, 전력의 효율성이 나빠서 고출력 제너레이터를 탑재한 기체가 아니면 사용할 수 없었고, 사실 건담과 건캐넌 외에는 장비할 기체도 없었기 때문에 급거 건캐넌 전용으로 사양이 변경되었다. 건담이 장비하는 XBR-M 타입과는 다른 설계를 가진 XBR-L 타입의 디바이스를 내장했으며, 길어진 총신으로 인해 일반 M 타입보다 취급하기가 어려웠지만, 명중 정밀도가 높고, 사정 거리가 길어서 중장거리 저격용으로 자리 잡게 되었다. 건캐넌은 중거리에서의 원호 포격이나 저격을 상정하고 개발되었기 때문에 근접 무장은 머리 부분의 60mm 벌컨포 2문 뿐이며, 건담의 빔 사베르와 같은 근접 격투용 장비는 장비하지 않았다. 그러나, 파일럿의 조종 기술만 더해진다면 주먹과 발을 사용하는 근접전에서도 충분히 적기를 격파할 수 있는 파워는 갖추었다. 실제 건캐넌으로 출격한 화이트 베이스의 파일럿 아무로 레이는 격투전을 펼쳐 자쿠II를 대파시킨 예가 있었다. 애니메이션 본편에서는 격투전용 장비가 없는 기체로 설정되었지만, 완구용 디자인이나 방영 당시에 발행된 일부 서적에서는 왼발에 나이프 형태의 무기인 [히트 잭]을 장비한 것으로 그려졌다. 특히, 서적에서는 최종 결전 사양이라고 부르면서 [히트 나이프]를 장비했다고 설명했다.
장갑재로는 건탱크나 건담과 동일한 루나 티타늄 합금을 채용했으며, 설계 때부터 실드의 장비를 전혀 고려하지 않았기 때문에 240mm 저반동 캐넌의 영거리 사격시에 발생하는 후폭풍이나 돔의 자이언트 바주카 직격에도 견딜 만큼(검은 상연성과의 교전 때 건담의 실드는 자이언트 바주카에 파괴되었다) 매우 견고한 장갑을 가진 것이 특징이다. 장갑의 강도는 자쿠II에 비해 5~6배에 달할 정도로, 당시 모빌 슈트로서는 최고급이라 해도 과언은 아니다. 그러나, 그 만큼 건담과 비교해서 운동성이나 기동성은 저하되었다.
건캐넌은 연방군 최초로 HM-680405-A+ 하이브리드 액추에이터를 사용한 2족 보행 시스템과 코어 블록 시스템을 채용하면서 그 개발에만 무려 자쿠의 4배에 달하는 비용이 소비되었다고 알려져 있다. 건캐넌과 같이 어깨에 고정식 중거리 지원 화기를 장착하는 아이디어는 이 후에도 계승되어 직계 베리에이션 기체 외에도 건캐넌 디텍터, G캐넌 등이라 불리는 유사 개념의 기체가 등장하게 된다.
●설정의 변천
건캐넌은 본래 소설 [스타십 트루퍼스]에 등장하는 강화복인 [파워드 슈트]의 디자인을 적극적으로 반영하여 건담 시리즈 최초이자 주역기로 디자인된 모빌 슈트였다. 시간이 흘러 설정을 추가해 나가는 과정에서 형식 번호가 어긋난 경우가 많았는데, 자료(특히 반다이가 발행한 EB 시리즈 [기동전사 건담 MS 대도감])에 따라서는 애니메이션 본편에 등장하는 건캐넌 RX-77-2가 RX-77-1으로 표기된 경우도 있었다. 현재 애니메이션 본편에 등장한 화이트 베이스 소속의 건캐넌의 형식 번호는 RX-77-2다. 또, 극장판에서 핸드 그레네이드를 사용하는 장면이 추가되었지만, 정작 무장의 수납 장소는 설정되지 않다가 한참 후에 플라모델 MG 1/100 건캐넌의 키트가 만들어짐에 따라 다리의 허벅지 부분에 수납되는 것으로 설정이 새롭게 만들어졌다.
◆극중에서의 활약◆
TV 애니메이션 [기동전사 건담]에서는 파일럿으로 카이 시덴이 탑승하여 화이트 베이스에 유일하게 남겨진 건캐넌 1기를 이용해 수 많은 전장에서 활약했지만, 최종 결전인 아 바오아 쿠 전투에서 파괴되고 말았다.
극장판 [기동전사 건담III-해후의 우주편]에서는 화이트 베이스대로 1기가 보충 배속되어 각각 카이 시덴의 C-108호기, 하야토 고바야시의 C-109호기가 등장한다. 기체의 왼쪽 흉부와 왼발의 정강이 부분에 넘버링이 마킹이 되어 있다. 2기 모두 화이트 베이스의 주전력으로 활약했지만, 아 바오아 쿠 전투에서 파괴되고 만다. 현재까지 선라이즈 공식 설정에서는 1기가 활약한 TV판 보다는 2기가 활약한 극장판 건캐넌의 설정을 좀 더 중시한다.
TV 애니메이션 [기동전사 Z건담] 제 13화에서는 건캐넌 C-108호기(아마도 레플리카로 추정)가 하야토 고바야시 관장이 근무하는 전쟁사 박물관에 전시되어 있었다. 하야토의 탑승기로서 나중에 등장한 109호기가 아니고, 최초부터 화이트 베이스에 배치되었던 카이 시덴의 108호기이기 때문에 극장판이나 TV판에 상관 없이 올바르게 설정이 연결된다. 극장판 [기동전사 Ζ건담]을 베이스로 그려진 만화 [기동전사 Ζ건담-데이 애프터 투모로우-카이 시덴의 리포트에서]에서는 하야토와 프라우의 결혼을 기념해서 지구 연방군이 박물관에 기증한 기체로 그려졌다.
게임 [지오닉 프론트-기동전사 건담 0079]와 [기동전사 건담-CROSS DIMENSION 0079]에서는 일 년 전쟁 중에 만들어진 증가 시험 제작기로 추정되는 기체들이 고비 사막에서 알바트로스대 등에 배치되어 지온군의 울프 가대나 암야의 펜리르대 등과 교전했다.
만화 [MS 제너레이션] 제 8화 <HI-JACKER>에서는 살라미스급의 탑재기로서 201, 202, 203이라는 넘버링을 가진 3기의 건캐넌이 등장한다. 이 중에서 203호기는 극장판 [기동전사 건담III-해우의 우주편]에서 카이나 하야토의 기체와 함께 스치듯이 1컷만 등장했던 3번째 건캐넌이다 라는 설정이다.
만화 [기동전사 건담 외전-우주, 섬광의 끝에...]에서는 제 16 독립 전대 서러브레드에 3기의 건캐넌이 배속된다. 각각 기체에 C01(웨슬리 나바로 대장기), C02(데릴 보이드 탑승기), C03(커크 월버그 탑승기)이 마킹되어 있다.
소설 [기동전사 건담]에서는 예초부터 카이 시덴이 C-108호기, 하야토 고바야시가 C-109호기에 탑승하며, 후에 하야토의 기체는 아 바오아 쿠 전투에서 격파되지만, 카이는 기체와 함께 전투에서 살아남아 키실리아 자비에게 협력하고, 샤아의 뉴타입 부대와 공조를 이루어 사이드 3의 지온 본국을 강습한다. 키실리아에 의한 기렌의 살해와 샤아에 의한 키실리아 살해를 지켜본 후, 기체는 지온 공화국군에게 접수된다.
◇베리에이션◇
▷RX-77-1 건캐넌 초기 시작형(선행 시작형)
형식 번호와 함께 선행형, 혹은 초기형이라는 사양 명칭만 존재할 뿐, 아직까지도 정확한 기체 설명이 이루어지지 않은 기체다. 성능 상으로는 애니메이션 본편에 등장하는 카이 시덴의 RX-77-2 건캐넌과 다를 바가 없고, 외관도 동일하다.
가장 먼저 80년대 초의 [MSV]에서 RX-77은 초기 시작형 1기 외에 선행형 사양으로 6기가 만들어졌다 라고 설명되었다. 그 후, 반다이의 잡지 [SD 클럽]에서 RX-77-1이라는 형식 번호를 최초로 선보이면서 RX-77-1 건캐넌은 프로토타입 3기가 제작되어 최종 테스트 후에 화이트 베이스로 배치, 그 데이터를 기본으로 양산화가 행해질 예정이었다 라고 기술했다. 이 설정에 준거한다면 사이드 7에 배치되었던 3기의 건캐넌은 모두 RX-77-1이 된다. 그리고, 역시 같은 반다이에서 발행한 EB 시리즈 [기동전사 건담 MS 대도감]에서도 카이 시덴이 탑승한 기체를 RX-77-1으로 기술함으로써, 80년대 말부터 90년대 중반까지는 RX-77-1 건캐넌=애니메이션 등장 기체라는 인식이 강했다. 또, 당시 발행된 [기동전사 건담 MS 대전집]과 같은 인기 설정집에서도 RX-77-1이라는 형식 번호를 사용하였다. 그러다가 1998년에 발행된 하비 저팬의 서적 [GUNDAM MECHANICS 1]에서 건캐넌의 형식 번호를 RX-77-2라 기록하였는데, 여기에서는 개발 초기에 빔 라이플을 장비할 예정이 없었지만, 에너지 캡 기술이 적용된 빔 라이플이 개발되면서 후에 빔 라이플을 장비할 수 있도록 개량되었다 라는 설명이 나옴에 따라 RX-77-1 건캐넌 초기 시작형이 마치 빔 라이플을 구동할 수 없었던 기체로 해석하는 자료도 더러 있었다. 그 후, 건담에 관련한 외전적 설정을 과거의 MSV에 맞추려는 경향이 강해지면서 건캐넌의 형식 번호를 RX-77-1으로 설정했던 반다이마저도 1999년에 발매한 HGUC 1/144 건캐넌의 형식 번호를 RX-77-2로 표기하였고, 급기야 2001년에 발매된 MG 1/100 RX-77-2 건캐넌의 메뉴얼에서는 80년대 초의 MSV의 설정을 그대로 받아 들여 다음과 같은 내용으로 기술하였다. [RX-77은 초기 시작형 외에 선행형 사양 6기가 생산되었다. 형식 번호는 초기 시작형이 RX-77-1, 선행형 사양기가 RX-77-2이다. 6기의 선행 사양형 가운데, 3기가 사이드 7에서 트라이얼을 실시했지만, U.C. 0079년 9월 18일의 지온 공국군 특무 부대에 의한 공격으로 1기만을 남기고 모두 파괴되었다].
애니메이션에 등장한 건캐넌의 형식 번호를 두고 앞서 설명한 혼란이 벌어지면서 정작 RX-77-1 건캐넌 초기 시작형에 대한 메카닉 설정이나 활약 상은 지금까지도 밝혀지지 않고 있다.
▷RX-77-1A 건캐넌 A형
[오카와라 구니오 컬렉션(M-MSV)]에 등장하는 지구 연방군의 중거리 지원용 시작형 모빌 슈트로, 처음 표기된 정식 명칭은 건캐넌 1A형이었지만, EB 시리즈 [기동전사 건담 MS 대도감]에서 건캐넌 A형이라 표기한 이후, 일반적으로 건캐넌 A형이라 불리고 있다. 근접전용 무장을 장비하지 않는 대신에 두터운 장갑을 채용한 건캐넌을 베이스로, 기동력이 떨어지지 않는 범위 내에서 최대의 방어 효과를 거둘 수 있는 장갑 패턴 연구용으로 개발된 기체다. 기체 곳곳에 옵션 래치가 증설되어 팔에는 간이형 소형 실드, 허리에는 3연장 미사일 포드를 장착할 수 있게 되었다. 사이드 7에 배치되었던 3기의 건캐넌 중 1기가 이 사양이었으며, 지온군의 습격을 받아 파괴되고 말았지만, 장갑 패턴에 대한 데이터는 건캐넌 중장형의 개발에 많은 참고가 되었다.
▷RX-77-3 건캐넌 중장형
반다이의 플라모델 기획 [모빌 슈트 베리에이션(MSV)]에서 설정되어 애니메이션 [기동전사 Z건담]에 등장하는 지구 연방군의 중거리 지원용 시작형 모빌 슈트다. 짐 캐넌의 개발 과정에서 태어난 기체로, 기본 구조는 건캐넌과 동일하다. 코어 블록을 폐지하고, 장갑을 강화했으며, 스탠딩 사격 시의 반동을 줄이는 등, 세세한 개수가 이루어졌다. 백 팩의 제네레이터를 강화함으로써 추진력도 향상되었다. 장비된 240mm 캐넌은 실체탄을 사용하지만, 건캐넌II의 빔 캐넌을 장비한 사양도 존재했다. 일 년 전쟁이 후반으로 접어들면서 모빌 슈트 개발에 박차를 가할 수 있었던 연방군은 포격을 담당하는 모빌 슈트 부대와 일반 장비를 갖춘 모빌 슈트 부대와의 유기적인 제휴 운용을 계획했는데, 건캐넌 중장형은 중장갑화에 따른 약간의 기동성 저하가 우려되긴 했지만, 차후 전개될 대 요새 공략전 등에서 그 위력을 발휘할 것으로 기대되었다. 그러나, 생산비의 상승과 다소 이른 시기에 전쟁이 종결되면서 단 몇기 만이 생산되는 데 그쳤다. 전후에도 자부로에서 후계기 개발을 위한 기체 테스트는 계속되었고, 그 성과는 짐 캐넌II의 개발로 이어졌다.
애니메이션 [기동전사 Ζ건담]에서는 자부로 방위 부대에 배치된 구식기로 등장하지만, 극장판에서는 등장 장면이 삭제되었다. 본래는 실탄식 240mm 캐넌을 장비한 것으로 설정되었지만, EB 시리즈 [기동전사 건담 MS 대도감]에서 빔 캐넌을 장비했다 라고 잘못 기술하는 바람에 현재까지도 이 설정이 널리 퍼져 있다. 자료에 따라 다소 육전형에 가까운 기체로 묘사되는 것도 바로 이 [기동전사 건담 MS 대도감] 때문이다.
▷RX-77-4 건캐넌II
반다이의 플라모델 기획 [모빌 슈트 베리에이션(MSV)]에서 설정된 지구 연방군의 중거리 지원용 시작형 모빌 슈트로, 건캐넌의 시험 제작기로서는 최종 생산형에 해당한다. 240mm 캐넌은 1기가 줄긴 했지만, 실탄식에서 빔 캐넌으로 전격 교체되었으며, 왼쪽 어깨에는 다목적 정밀 조준기가 장비되어 있다. 이에 따라 여유로워진 내부 공간을 이용해서 등 뒤의 스러스터를 대형화했고, 건담과 같이 중력 하에서도 단거리 점프 비행이 가능해졌다. 일 년 전쟁 때는 자부로 공방전에서 1기가 그 모습을 드러냈지만, 열핵 반응로의 출력이 갑작스럽게 저하되면서 적과의 교전을 앞두고 후퇴할 수 밖에 없었다([기동전사 건담 전략 전술 대도감-일 년 전쟁편]에서 서술). 그 후, 캘리포니아 베이스에서 결점을 보완한 몇 기가 북미 전선에 투입되었다고 한다([모빌 슈트 베리에이션]에서 서술).
▷RX-77D 양산형 건캐넌
OVA [기동전사 건담-0080 포켓 속의 전쟁]에 등장하는 지구 연방군의 포격전용 양산형 모빌 슈트다. 자료에 따라서 [건캐넌 양산형], [건캐넌 양산 검토기]라 표기된다. 복잡하고 높은 생산비의 주범이던 코어 블록 시스템을 폐지했으며, 장갑 재질은 티탄 합금 세라믹 복합재로 변경하는 등, 생산성을 중시한 다운 그레이드가 이루어졌다. 그러나, 장갑 자체는 매우 두껍고, 제네레이터 출력이나 스러스터 추진력과 같은 카탈로그 스펙에서도 RX-77 건캐넌을 능가했다. 이것은 건캐넌의 실전 운용에 따른 유용한 데이터의 확보와 자세 제어 스러스터의 증설, 부품 및 유닛의 고품질화에 따라 전반적으로 기체 성능이 향상되었기 때문이다. 양어깨의 240mm 캐넌은 근접전에서 걸리적 거리지 않게 끔, 신축시켜서 백 팩에 수납할 수 있다. 형식 번호가 RX 넘버이기 때문에 양산형이 아닌, [양산 선행 시험 제작기]라 해석하는 자료도 있다. 극중에서는 콜로니 내에 출현한 MS-18E 캠퍼를 막기 위해 그레이 팬텀 소속의 스칼렛대 기체 2기가 출격했지만, 허무하게 격파 당하고 말았으며, 이 망신스러운 출격 예를 들어 양산이 보류되었다 라고 설명하는 자료도 있다. DC용 게임 [기동전사 건담 외전-콜로니가 떨어진 땅에서...]에서는 중반 이후에 플레이어의 탑승기로 등장한다.
▷RX-77-1 건캐넌(Ver. The Origin)
야스히코 요시카즈의 만화 [기동전사 건담-THE ORIGIN]에 등장한 기체로, 지온군의 자쿠I에 맞서 개발된 지구 연방군의 첫 모빌 슈트라는 설정을 가지고 있다. 빔 라이플이나 머리 부분의 형상에서도 애니메이션판의 건캐넌과는 차이를 보이고 있다. 본래는 3개의 손가락을 가진 간소한 구조의 머니퓰레이터를 팔에 장비했지만, 화이트 베이스가 영국 북아일랜드의 벨파스트 기지에 기항한 후에 다섯 손가락을 가진 보다 정밀한 머니퓰레이터로 교체되었다. 우주에서도 활동하는 것이 가능하지만, 릭 돔 등의 우주전용 모빌 슈트와는 현격한 성능차가 있었기 때문에 기체를 함 외부에 와이어로 고정시킨 후 오로지 대공 방위용 포좌로 이용하는 정도였다.
▷RX-77-01
야스히코 요시카즈의 만화 [기동전사 건담-THE ORIGIN]에 등장한 기체로, 템 레이의 지휘 아래 개발된 애너하임 일렉트로닉스社 최초의 양산형 2족 보행 기동 병기다. 후에 개발되는 RX-77-1 건캐넌과 달리, 캐넌은 왼쪽 어깨에만 장비되어 있고, 오른쪽 어깨에는 소형 개틀링포가 위치해 있다. 당시의 애너하임社나 연방군은 모빌 슈트에 대해서 협소한 인식을 가지고 있었기 때문에 본기는 오로지 대인 및 대전차용으로 설계되었으며, 대모빌 슈트전은 전혀 고려되지 않았다. 일 년 전쟁이 발발하기 이전의 미노프스키 박사 망명 사건 때에도 월면에서 12기의 기체가 총 5기의 MS-04와 MS-05로 구성된 지온군의 부대와 교전했지만, 전멸 당하고 말았다. 이 사건을 통해 애너하임社는 지오닉社에 비해 한참이나 뒤쳐진 모빌 슈트 기술이나 설계 사상을 깨닫게 되었고, 대모빌 슈트전에 목적을 둔 RX-78의 개발에 전력투구하였다.
▷소설판 건캐넌
도미노 요시유키의 소설 [기동전사 건담]에 등장하는 건캐넌은 작품의 위치라든가 등장 장면 등은 TV판 및 극장판과 동일하지만, 모빌 슈트에 대한 기본 설정 자체가 달라서 전고는 약 16m, 왼손에는 건담과 같이 실드를 휴대했다. 장갑이 두꺼워서 파일럿의 생존률이 높기 때문인지 처음에는 아무로도 건담이 아닌, 건캐넌의 탑승을 희망했다. 극중에서도 카이와 하야토가 탑승했으며, 왼쪽 흉부와 목부분에 각각 [108], [109]라는 기체 넘버링이 마킹되어 있다. 하야토의 109호기는 아 바오아 쿠 전투에서 파괴되었지만, 카이의 108호기는 끝까지 살아남아 종전 후 지온 공화국에게 접수된다.

## 변형 기체

### 시제기
- RX-77-1 건캐논（초기시제형）
- RX-77-1A 건캐논 A: 장갑 강화형. 사이드 7에서 파괴됨
- RX-77-2 건캐논
- RX-77-3 건캐논 중장형: 장갑강화 및 일부 기체에 빔 캐논 도입
- RX-77-4 건캐논 II: 빔캐논 탑재. 양산 직전의 최종생산형

### 양산기
- RGC-80 짐 캐논: 짐에 180mm포를 1문 탑재한 양산형 기체. 기체 밸런스에 문제가 있었다.
- RX-77D 건캐논 양산형: 건캐논의 양산기체. '기동전사 건담 0080 주머니속의 전쟁'에 등장
- RGC-83 짐 캐논 II: '기동전사 건담 스타더스트 메모리'에 등장하는 빔 캐논 탑재/증가장갑 부착형 기체.

- 건담 시리즈에 등장하는 병기 일람표